# Phyllodromica llorenteae
Phyllodromica llorenteae es una especie de cucaracha del género Phyllodromica, familia Ectobiidae. Fue descrita científicamente por Harz en  1971.
Habita en España.